# New York International Auto Show
De New York International Auto Show is een autosalon die jaarlijks
plaatsvindt in New York. Meestal start de salon vlak voor of in het
weekend van pasen en eindigt het op de eerste zondag erna.
Voor de salon worden nieuwe automodellen en conceptauto's al voorgesteld
aan de pers. De autosalon opent iedere keer met een promotionele stunt of een
speech. Op de salon zelf staan vele autoconstructeurs en aan de auto-industrie
gerelateerde bedrijven. Het publiek heeft de mogelijkheid om in de getoonde
automodellen te zitten en nieuwigheden uit te proberen.

## Geschiedenis

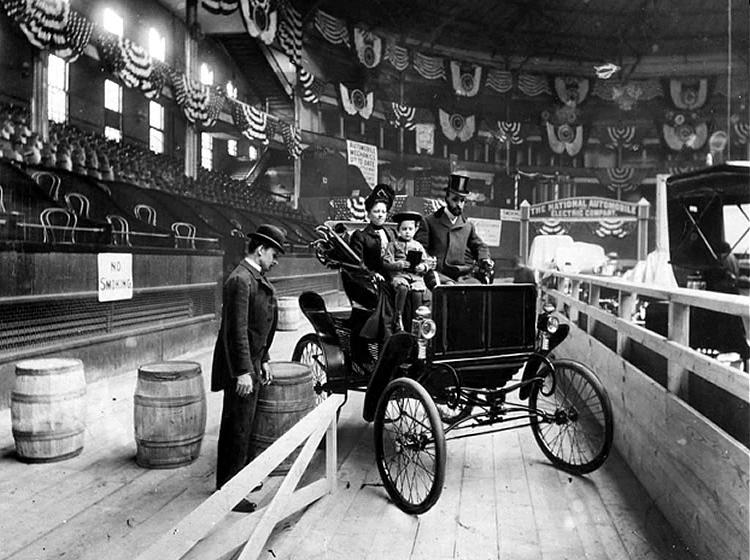
De New York Auto Show in 1900.

De autosalon van New York werd voor het eerst gehouden in 1900 en is
daarmee het langst bestaande van de Verenigde Staten. Destijds heette het
evenement nog New York Auto Show. In 1956 werd besloten de salon
op buitenlandse auto's te richten daar die steeds populairder werden in de VS.
De naam werd daarom ook veranderd in New York International Auto Show.
In 1959 debuteerden de Japanse merken Datsun en Toyota via
de NYIAS in de Verenigde Staten. Andere opmerkelijke introducties door
de jaren waren onder meer de Jaguar E-type in 1961, de Mercedes-Benz C111
conceptauto met wankelmotor in 1970 en de monovolume door Chrysler
in 1984.

## Introducties

### 2008 (21-30 maart)

#### Productie-auto's
- Acura TSX
- Dodge Challenger
- Honda Fit
- Hyundai Genesis Coupe
- Kia Optima
- Mercedes-Benz M-klasse
- Nissan Maxima
- Pontiac G8 GXP en sport truck, Solstice Coupe
- Porsche Boxster RS60 Spyder
- Volvo XC60

#### Conceptauto's
- Ford Transit Connect Taxi
- Kia Koup
- Nissan Cube
- Saleen S5S Raptor
- Scion Hako Coupe
- Suzuki Kizashi 3

### 2007 (6-15 april)

#### Productie-auto's
- Audi R8, TT
- Bentley Brooklands
- BMW 5-serie, M3
- Buick LaCrosse Super, Lucerne Super
- Cadillac STS
- Callaway C16 cabriolet
- Ford Expedition Funkmaster Flex Edition, Ford Flex, F-150 Foose Edition

- Ford Shelby GT500KR
- S2000 CR
- Hummer H2, H3 Alpha
- Infiniti G37 coupé
- Jeep Grand Cherokee, Liberty
- Lexus LX 570

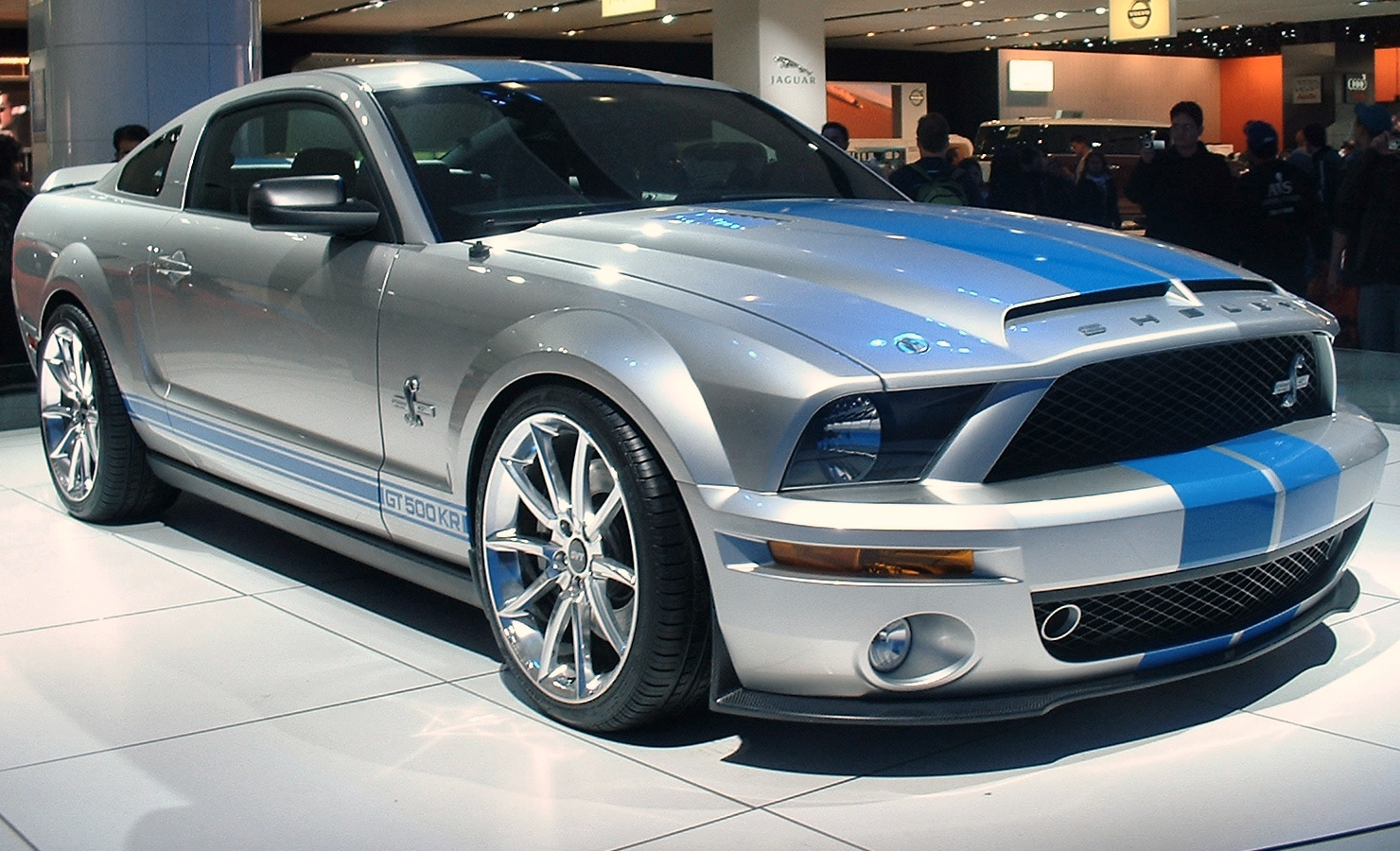
Stand van de Ford Shelby GT500KR.

- Mercedes-Benz CL65 AMG, CLK63 AMG Black Series, C-Klasse
- Nissan Nizmo 350Z
- Porsche 911 Turbo cabriolet
- Subaru Impreza, Impreza WRX, Tribeca
- Suzuki SX4
- Volkswagen Jetta Sportwagen, Touareg 2
- Volvo V70, XC70

#### Conceptauto's
- Chevrolet Beat, Groove, Trax
- Hyundai Genesis
- Infiniti EX
- Lexus LF-A
- Toyota FT-HS
- Mazda Nagare

### 2006 (4-23 april)

#### Productie-auto's
- Acura RDX
- Audi S4 cabriolet, TT
- Bentley Continental GTC
- BMW Z4/M coupé
- Chrysler 300
- Ferrari 599 GTB Fiorano
- Ford Shelby GT-H
- Hyundai Elantra
- Infinity G35 sedan
- Jeep Patriot, Wrangler Unlimited
- Kia Sorento
- Lexus LS 600h L
- Mazda CX-9, MazdaSpeed3
- Mercedes-Benz E-Klasse
- MINI Cooper Works GP
- Mitsubishi Outlander
- Nissan Altima, Maxima
- Saleen H281
- Saturn Aura, Outlook, Sky Red Line
- Scion tC RS 2.0
- Subaru Impreza WRX STI Limited, Legacy Spec B
- Suzuki XL-7
- Volvo XC90

#### Conceptauto's
- Acura MDX
- Honda Element SC
- Pontiac G6 GXP
- Saturn PreVUE
- Scion Fuse

### 2005 (25 maart-3 april)
- Cadillac XLR-V
- Chevrolet TrailBlazer SS, Malibu, Malibu Maxx SS
- Dodge Charger SRT-8
- Hyundai Azera
- Isuzu i-Series
- Jeep Commander, Grand Cherokee SRT-8
- Mercedes-Benz R-Klasse
- Mitsubishi Lancer Evolution
- Shelby Cobra GT500

### 2004 (9-18 april)
- Cadillac STS
- Ford Escape Hybrid
- Infinity Q45
- Jaguar XJ-L
- Jeep Grand Cherokee, Liberty
- Land Rover LR3
- Lincoln Zephyr
- Mercedes-Benz SL65 AMG
- Nissan Altima SE-R, Xterra
- Saab 9-7X